# Александар Аљоша Петровић
Александар „Аљоша“ Петровић (Београд, 14. јануар 1972) професионални је мотонаутички тркач, који се најчешће такмичи у екстремној дисциплини слободни стил (енгл. freestyle) скутери на води (аквабајк или џет ски).
Александар је постао шампион Америке 20. августа 2011. у Чарлстону, америчка држава Западна Вирџинија, након што је постао први (и до данас једини) на свету ко је у слободном стилу успешно извео салто уназад без ногу (тзв. „Супер салто“), у класи до 900 cm³.
После четири месеца тренирања Аљоша је 20. марта 2013. у Кини по први пут извео своју креацију „Српски салто“ (енгл. Paralyzer) - тренутно најопаснији трик у слободном стилу: салто уназад без руку.
Александар је у 2013. за Србију заузео треће место на Светском и треће место на Европском шампионату у аквабајку (енгл. Union Internationale Motonautique Aquabike World Championship).
Од 2015, када је Црна Гора примљена у чланство Међународне мотонаутичке уније УИМ, такмичи се за Спортски Мотонаутички Савез Црне Горе, у чијем је саставу донео и прву међународну победу Црној Гори, у четвртом колу међународне трке Alpe Adria Tour, одржаној 2.8.2015. у Аустрији.
На првом наступу за Црну Гору на Шампионату Европе, 24.7.2016. добио је златну медаљу и постао шампион Европе.
У четвртом колу Светског Шампионата, 5.10.2016. у Кини, Александар је први на свету извео салто уназад "без очију" (са црним повезом преко очију).
Осим такмичења, Александар широм света обучава звезде шоубизниса и будуће такмичаре.

## Галерија
- „Супер салто“
- „Српски салто“
- „Српски салто“